# 新界區專線小巴312、313線
新界區專線小巴312線是由廣安運輸有限公司營辦的一條專線小巴線，來往梨木樹及青衣城（青衣站）。
新界區專線小巴313線，由廣安運輸營辦，來往荃灣（曹公街）及瑪嘉烈醫院（K座）。

## 歷史
- 2001年2月16日：運輸署公開招標7組共9條專線小巴新路線，此兩線編為同一組。[1]
- 2001年9月30日：313線投入服務，來往荃灣（德海街）至瑪嘉烈醫院。[2]
- 2001年11月3日：312線投入服務。[3]
- 2006年12月1日：312線增設梨木樹往返德士古道的雙向分段收費。
- 2006年12月3日：313線往荃灣方向駛至葵福路後，改為右轉興芳路，不經興盛路、高芳街及榮芳路。
- 2007年4月22日：312線往梨木樹方向改經德士古道地面車道、荃富街及蕙荃路，加停荃富街公園及綠楊新村，不經德士古道天橋。[4]
- 2007年8月5日：312線往青衣站方向改經蕙荃路南行、青山公路－荃灣段及國瑞路，加停大窩口站，不經荃錦交匯處及德士古道天橋。[5]
- 2011年10月29日：313線荃灣總站由德海街遷往曹公街。[6]
- 2015年7月25日：312線的青衣站總站由平台巴士總站遷往地面總站。[7]

## 服務時間及班次
312
| 梨木樹邨開 | 梨木樹邨開  | 梨木樹邨開   | 青衣城開 | 青衣城開    | 青衣城開     |
| 日期       | 服務時間    | 班次（分鐘） | 日期     | 服務時間    | 班次（分鐘） |
| ---------- | ----------- | ------------ | -------- | ----------- | ------------ |
| 每日       | 06:00-07:00 | 7-9          | 每日     | 06:20-07:20 | 7-9          |
| 每日       | 07:00-09:00 | 5-7          | 每日     | 07:20-09:20 | 5-7          |
| 每日       | 09:00-17:00 | 7-9          | 每日     | 09:20-17:20 | 7-9          |
| 每日       | 17:00-20:00 | 5-7          | 每日     | 17:20-20:20 | 5-7          |
| 每日       | 20:00-23:15 | 7-9          | 每日     | 20:20-23:35 | 7-9          |

313
- 每日荃灣曹公街開：05:55-23:15，6-11分鐘一班
- 每日瑪嘉烈醫院開：06:25-23:35，6-11分鐘一班

## 收費
312
- 全程收費：$7.5 
  - 大窩口往來梨木樹：$4.9

313
- 全程收費：$9.2 
  - 荃灣（曹公街）往返光輝圍：$5.5
  - 大窩口街市往瑪嘉烈醫院：$6.8
  - 葵俊苑往瑪嘉烈醫院：$5.5
  - 瑪嘉烈醫院往荔景站：$5.5
  - 瑪嘉烈醫院往大窩口邨：$6.8
  - 荔景站往荃灣（曹公街）：$6.8

| - 此路線大小同價。 - 65歲或以上長者使用長者或個人八達通（包括「樂悠咭」），合資格殘疾人士使用「殘疾人士身份」個人八達通，以及60至64歲香港居民使用「樂悠咭」繳付車資，均可享有每程劃一$2.0的政府長者及合資格殘疾人士公共交通票價優惠計劃。 - 乘客可以現金或八達通卡於上車時付款，不設找贖。 - 穿校服之學生於上課日07:00-08:00使用學生八達通繳付312線車資（只限分段收費），可獲減收$0.5；繳付車資前請向司機揚聲，否則需付全費。 |

## 行車路線
312
- 往青衣城途經：和宜合道、和宜合交匯處、三棟屋路、二陂圳路、石圍角路、蕙荃路、廟崗街、城門道、青山公路、國瑞路、德士古道北、德士古道、荃青交匯處、青荃路、担杆山交匯處及青敬路。[8]
- 往梨木樹途經：青敬路、担杆山交匯處、青荃路、荃青交匯處、德士古道、荃富街、關門口街、西樓角路、蕙荃路、石圍角路、二陂圳路、三棟屋路、和宜合交匯處及和宜合道。[8]

313
- 此路線的官方全程行車里數為8.5公里，行車時間約為22.5分鐘。（平均行車時速約為22.7公里）

- 往瑪嘉烈醫院途經：曹公街、海壩街、大河道、沙咀道、德士古道、大窩口道、石頭街、大窩口道、禾塘咀街、禾葵里、葵涌道、昌榮路迴旋處、葵涌道、荔景山路及葵涌醫院路[9]
- 往荃灣（曹公街）途經：葵涌醫院路、荔景山路、葵福路、興芳路、葵益道、葵涌道、禾葵里、禾塘咀街、大窩口道、石頭街、大窩口道、德士古道、沙咀道及曹公街[9]

### 沿線車站
312
| 1      | 梨木樹邨小巴總站 | 梨木樹公共運輸交匯處 |
| 2      | 可風中學         | 和宜合道             |
| 3      | 三棟屋村         | 三棟屋路             |
| 4      | 海壩村           | 二陂圳路             |
| 5      | 石圍角邨石葵樓   | 石圍角路             |
| 6      | 石圍角邨石荷樓   | 石圍角路             |
| 7      | 蕙荃體育館       | 蕙荃路               |
| 8      | 大窩口站         | 青山公路－葵涌段     |
| 9      | 荃富街           | 德士古道             |
| 青荃路 |                  |                      |
| 10     | 長安邨安清樓     | 青敬路               |
| 11     | 灝景灣           | 青敬路               |
| 12     | 青衣城小巴總站   | 青衣站公共運輸交匯處 |

| 1      | 青衣城小巴總站     | 青衣站公共運輸交匯處 |
| 2      | 長安邨安湄樓       | 青敬路               |
| 青荃路 |                    |                      |
| 3      | 鴻福堂集團物流中心 | 德士古道             |
| 4      | 東亞花園           | 德士古道             |
| 5      | 荃富街公園         | 荃富街               |
| 6      | 綠楊新邨           | 蕙荃路               |
| 7      | 石圍角邨石蓮樓     | 石圍角路             |
| 8      | 石圍角邨石菊樓     | 石圍角路             |
| 9      | 東普陀             | 二陂圳路             |
| 10     | 三棟屋村           | 三棟屋路             |
| 11     | 可風中學           | 和宜合道             |
| 12     | 梨木樹邨小巴總站   | 梨木樹公共運輸交匯處 |

## 用車

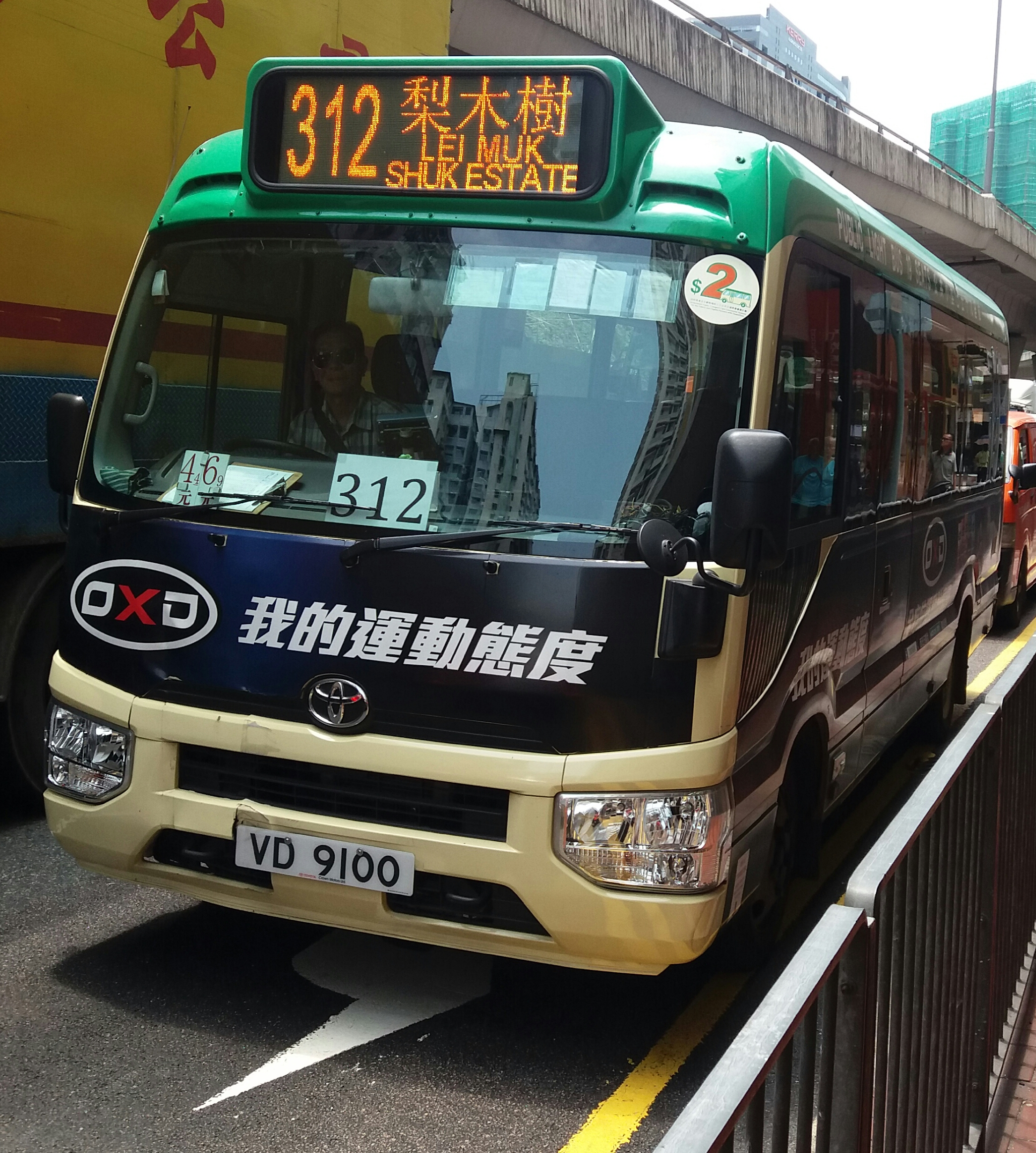
312線已全線使用第四代豐田Coaster19座小巴行駛

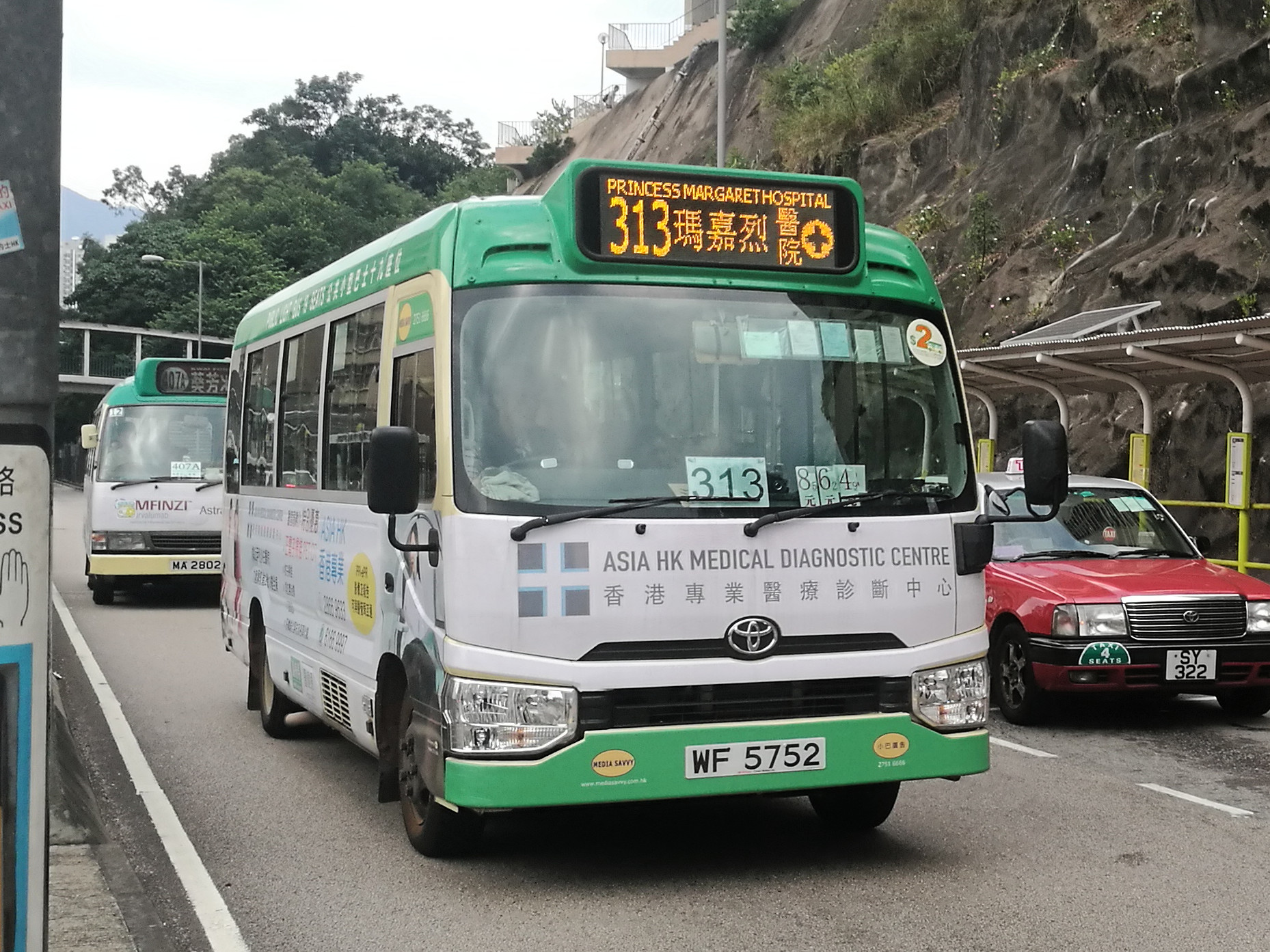
313線用車WF5752(2019年7月）

此系列路線使用共30輛豐田Coaster小巴行駛。全部爲柴油小巴。當中312線更是全香港首條全面使用19座小巴路線。
312及313線合共使用30輛豐田Coaster柴油小巴行走。此組路線之車隊已於2018年至2019年間全面更新，現時312線的小巴皆屬2018至2019年間領牌的B70（俗稱「七代」）車款，乃全港首條全面轉用19座小巴的專綫小巴路線；但同時313線的16座小巴亦會行走312線。
| 廣安運輸車隊列表 | 廣安運輸車隊列表   | 廣安運輸車隊列表         | 廣安運輸車隊列表 | 廣安運輸車隊列表 | 廣安運輸車隊列表                                                    |
| 車牌             | 車種代號           | 座位                     | 地點牌配置       | 常駐路線         | 備註                                                                |
| ---------------- | ------------------ | ------------------------ | ---------------- | ---------------- | ------------------------------------------------------------------- |
| JR8291           | 2018年7DL          | 19座Vogel座椅            | 八通電牌         | 313              | 車牌原屬2000年4代                                                   |
| JS2808           | 2023年7DL（GDB70） | 19座原廠三點式安全帶座椅 | 展暉電牌         | 312              | 車牌原屬2000年4代及2018年7DL 配備2.8升自動波箱                      |
| RV7074           | 2013年6DS          | 16座高背座椅             | 路布             | 313              | 取代轉售往合發小巴九龍3／8系路線的JJ7260（4代）                     |
| RX4882           | 2013年6DS          | 16座高背座椅             | 路布             | 313              | 取代轉售往合發小巴九龍3／8系路線的JK965（4代）                      |
| RY770            | 2013年6DS          | 16座高背座椅             | 路布             | 313              | 取代轉售往合發小巴九龍3／8系路線的JM1429（4代）                     |
| RZ588            | 2013年6DS          | 16座高背座椅             | 路布             | 313              | 原為潮聯旗下紅小路線的用車 亦曾為紅小坪荃線的用車                   |
| RZ5943           | 2013年6DS          | 16座高背座椅             | 路布             | 313              | 取代轉售往合發小巴九龍3／8系路線的JM2619（4代）                     |
| RZ7225           | 2013年6DS          | 16座高背座椅             | 路布             | 313              |                                                                     |
| SA1896           | 2013年6DS          | 16座高背座椅             | 路布             | 313              | 取代轉售往合發小巴九龍3／8系路線的HX1077（1998年4代）               |
| SB2747           | 2013年6DS          | 16座高背座椅             | 路布             | 313              | 取代轉售往中運九龍12系的JL5596（4代）                               |
| SF6407           | 2013年6DS          | 16座高背座椅             | 路布             | 313              |                                                                     |
| SW6785           | 2014年6DS          | 16座高背座椅             | 路布             | 313              |                                                                     |
| TJ2387           | 2015年6DS          | 16座原廠三點式安全帶座椅 | 路布             | 313              |                                                                     |
| TS1263           | 2015年6DS          | 16座原廠三點式安全帶座椅 | 路布             | 313              |                                                                     |
| TU4565           | 2015年6DS          | 16座原廠三點式安全帶座椅 | 路布             | 313              |                                                                     |
| VD9100           | 2017年7DL          | 19座Vega座椅             | 八通電牌         | 312              | 配備外推式車門及自動波箱 取代同時退役的JW6135（2000年4代）          |
| VE775            | 2018年7DL          | 19座Vega座椅             | 八通電牌         | 312              | 配備外推式車門及自動波箱 取代同時因撞毀而報廢的SJ3568（2013年6DS）  |
| VF1478           | 2018年7DL          | 19座Vega座椅             | 八通電牌         | 312              | 配備外推式車門及自動波箱                                            |
| VF2968           | 2018年7DL          | 19座Vega座椅             | 八通電牌         | 312              | 配備外推式車門及自動波箱                                            |
| VF7388           | 2018年7DL          | 19座Vega座椅             | 八通電牌         | 312              | 配備外推式車門及自動波箱 取代轉售往喜龍新界11／12系的EG2205（6LS）  |
| VG8947           | 2018年7DL          | 19座Vega座椅             | 八通電牌         | 312              | 配備外推式車門及自動波箱 取代轉售往捷俊國際九龍72線的GF2773（5LS2） |
| VJ8342           | 2018年7DL          | 19座Vega座椅             | 八通電牌         | 312              | 配備外推式車門及自動波箱                                            |
| VJ9203           | 2018年7DL          | 19座Vega座椅             | 八通電牌         | 312              | 配備外推式車門及自動波箱 取代轉售往捷俊國際九龍72線的LK7488（5LS）  |
| WF5752           | 2019年7DL          | 19座原廠三點式安全帶座椅 | 八通電牌         | 313              | 取代轉售往誠利新界87K線的PE1364（2010年6DS）                        |
| WF6616           | 2019年7DL          | 19座原廠三點式安全帶座椅 | 八通電牌         | 313              | 取代轉售往合和投資新界88D線的PJ8871（2010年6DS）                    |
| WF8251           | 2019年7DL          | 19座原廠三點式安全帶座椅 | 八通電牌         | 313              | 取代轉售往合和投資新界88D線的PE9157（2010年6DS）                    |
| WJ2297           | 2019年7DL          | 19座原廠三點式安全帶座椅 | 八通電牌         | 313              | 取代轉售往長江運輸九龍73線的RV5202（2012年6DS）                     |
| WJ2480           | 2019年7DL          | 19座原廠三點式安全帶座椅 | 八通電牌         | 312／313         |                                                                     |
| YD6570           | 2022年7DL（GDB70)  | 19座原廠三點式安全帶座椅 | 展暉電牌         | 313              | 全港首架GDB70小巴                                                   |

| 廣安運輸過往車隊列表 | 廣安運輸過往車隊列表 | 廣安運輸過往車隊列表 | 廣安運輸過往車隊列表   | 廣安運輸過往車隊列表 | 廣安運輸過往車隊列表 |
| 車牌                 | 車種代號             | 退役/調走日期        | 去向                   | 退役/調走後取代車輛  |                      |
| -------------------- | -------------------- | -------------------- | ---------------------- | -------------------- | -------------------- |
| EG2205               | 2009年6LS            | 2018年1月            | 轉往喜龍新界11／12系   | VF7388（2018年7DL）  |                      |
| GF2773               | 5LS2                 | 2018年2月            | 轉往捷俊國際九龍72線   | VG8947（2018年7DL）  |                      |
| HX1077               | 1998年4代            | 2013年5月            | 轉往合發小巴九龍3／8線 | SA1896（2013年6DS）  |                      |
| JE1303               | 5LS2                 |                      |                        |                      |                      |
| JJ7620               | 1999年4代            | 2013年1月            | 轉往合發小巴九龍3／8線 | RV5202（2013年6DS）  |                      |
| JK965                | 1999年4代            | 2013年3月            | 轉往合發小巴九龍3／8線 | RX4882（2013年6DS）  |                      |
| JL5596               | 2000年4代            | 2013年6月            | 轉往中運九龍12系       | SB2747（2013年6DS）  |                      |
| JM1429               | 2000年4代            | 2013年3月            | 轉往合發小巴九龍3／8線 | RY770（2013年6DS）   |                      |
| JM2619               | 2000年4代            | 2013年4月            | 轉往合發小巴九龍3／8線 | RZ5943（2013年6DS）  |                      |
| JS2808               | 2000年4代            | 2018年               | 退役                   | 同牌2018年7DL        |                      |
| JS2808               | 2018年7DL            | 2023年8月            | 因焚毀報廢             | 同牌2023年7DL        |                      |
| JT1655               | 2000年4代            | 2018年4月            |                        |                      |                      |
| JW6135               | 2001年4代            | 2017年12月           | 退役                   | VD9100（2017年7DL）  |                      |
| KF2502               | 2001年4代            | 2018年1月            | 退役                   | VF4461（2018年7DL）  |                      |
| LK7488               | 2004年5LS            | 2018年4月            | 轉往捷俊國際九龍72線   | VJ9203（2018年7DL）  |                      |
| LV7180               | 2005年5LS2           |                      |                        |                      |                      |
| PE1364               | 2010年6DS            | 2019年7月            | 轉往誠運新界87K線      | WF5752（2019年7DL）  |                      |
| PE9157               | 2010年6DS            | 2019年7月            | 轉往合和投資新界88D線  | WF8251（2019年7DL）  |                      |
| PJ8871               | 2010年6DS            | 2019年7月            | 轉往合和投資新界88D線  | WF6616（2019年7DL）  |                      |
| RV5202               | 2013年6DS            | 2019年9月            | 轉往長江運輸九龍73線   | WJ2297 （2019年7DL） |                      |
| SJ3568               | 2013年6DS            | 2017年11月           | 因撞毀報廢             | VE775（2017年7DL）   |                      |
| VF4461               | 2018年7DL            | 2022年3月            | 因焚毀報廢             | YD6570（2022年7DL）  |                      |

## 相關意外
- 2017年11月12日：晚上十一時許，一輛往青衣城的312線小巴（SJ3568）駛至青荃橋近青衣城時，撞上青荃橋分岔口石壆，六人受傷。[12]
- 2020年3月17日：早上七時許，一輛載有數名休班警的福士七人車沿葵涌道左轉入禾葵里時，聲稱失控越過行車線並與駛至的一輛往瑪嘉烈醫院的313線小巴（SW6785）相撞，一共九人受傷，包括一女四男警員[13]。
- 2022年3月14日：下午三時許，一輛往梨木樹的312線小巴（VF4461）出小巴站的一段路時，撞上停泊路邊的電單車後著火，沒人受傷，車輛事後退役。